# British Army während der Koalitionskriege
Zu Beginn der Koalitionskriege 1792 hatte die britische Armee nur eine bescheidene Größe von etwa 40.000 Mann. Diese Truppe bestand hauptsächlich aus Freiwilligen und sogenannten „Fencible“-Regimentern, die nur für den Einsatz im Inland ausgebildet waren. Um die wachsende Bedrohung durch das revolutionäre Frankreich abzuwehren, begann die britische Regierung jedoch, die Armee systematisch aufzurüsten. Bis 1799 war die Truppenstärke auf über 200.000 Mann angewachsen. Die Ausbildung und Ausrüstung dieser Truppen wurde deutlich verbessert, um sie für den Kampf gegen die hochmobile französische Armee zu wappnen. Trotz einiger Rückschläge zu Beginn der Koalitionskriege, konnte die britische Armee ihre Präsenz auf dem europäischen Kontinent kontinuierlich ausbauen. Mitte der 1810er Jahre zählte sie über 250.000 Soldaten, die entscheidend zum Sturz Napoleons beitrugen. Dieser Aufstieg zur führenden Landmacht Europas war das Ergebnis einer systematischen Modernisierung und Professionalisierung der Streitkräfte, die es der britischen Armee erlaubte, sich den neuen Herausforderungen des Krieges zu stellen.

## Führung, Kontrolle und Organisation

### Oberkommando
Am Ende des 18. Jahrhunderts waren die Bedingungen, unter denen die Armee existierte, nachdem sie mehr als hundert Jahre lang dem Druck des Parlaments ausgesetzt gewesen war, im Großen und Ganzen wie folgt. Die Armee war nur der Krone verpflichtet und stand unter deren Kommando, was nach der Restauration einer vom Parlament befehligten Armee vorgezogen worden war. Für die Größe der Armee war der Secretary of State, ein dem Parlament verantwortlicher Minister, zuständig. Dagegen konnten Teile der Armee nur mit der Genehmigung eines zuständigen Ministers, in der Regel des Kriegsministers, verlegt und einquartiert werden. Die Verwaltung der Armee, abgesehen von den internen Abläufen, wurde also bewusst den Militärs vorenthalten und fest in den Händen der Zivilverwaltung gehalten. Am Anfang des 19. Jahrhunderts besaß die Armee noch keinen Generalstab. Dem König als Oberbefehlshaber standen aber zwei Assistenten zur Verfügung. Der Quartermaster-General verantwortlich für die Festlegung, Kartierung und Planung der Marschrouten, die Einrichtung von Lagern und die Suche nach Quartieren für die Truppen. Und der Adjutant-General verantwortlich für die Erteilung aller Befehle und die Erstellung von Berichten, Statuten und Dienstplänen.
Im Frieden war das wichtigste Amt das des Kriegsministers. Er war der oberste Verwalter der Armee. Er genehmigte die Stärke der verschiedenen Regimenter die Besoldungssätze und Zulagen für verschiedene Eventualitäten und beantwortete alle Fragen, in denen sich die Interessen der Öffentlichkeit und der Armee gegenüberstanden. Im Frieden waren die Befugnisse des Staatssekretärs für Krieg und nach 1801 für Kolonien in der täglichen Verwaltung der Armee nicht sehr ausgeprägt. Im Krieg jedoch war er die Kraft, die die gesamten militärischen Anstrengungen auf allen Kriegsschauplätzen vorantrieb. Unabhängig davon unterstanden die Royal Artillery und Royal Engineers weiterhin dem Master-General of the Ordnance. Der Master-General war selbst Militärangehöriger, saß aber als ziviler Minister im Parlament, wo er für das Ordnance Department verantwortlich war. Sein Zuständigkeitsbereich war wiederum unterteilt in einen zivilen Teil, der sowohl die Armee als auch die Marine mit Nachschub und Munition versorgte, und in einen militärischen Teil, die der Artillerie und der Pioniere, die er als Soldat befehligte.
Neben den Staatsministerien und dem Büro des Königs bei den Horse Guards gab es eine Reihe kleinerer ziviler Ämter, die sich mit anderen Bereichen der Armeeverwaltung befassten. Die medizinischen Angelegenheiten wurden von drei dieser Ämter wahrgenommen. Der Apothecary-General, war für die Lieferung von Medikamenten, chirurgischem Material und Instrumenten verantwortlich. Der Purveyor-General lieferte Krankenhauskleidung, Bettzeug und Krankenhauszelte. Das Medical board bestehend aus dem Physician General, dem Surgeon-General und dem Inspector of Hospitals, diente als Vermittler zwischen dem College of Surgeons und dem College of Physicians mit einer eigenen und unabhängigen Aufsicht zur Ernennungen und Beförderungen. Daneben gab es noch weitere Abteilungen wie das Barrackmaster General Department zuständig für den Bau von Kasernen oder das Storekeeper General Department das die Armee mit einer Vielzahl von Waren versorgte.

### Infanterie
Bis 1792 war die Infanterie der britischen Armee auf 135 Regimenter angewachsen. Darüber hinaus dienten zahlreiche französische Emigranten und ausländische Regimenter in Großbritannien, sodass auch die Miliz- und Freiwilligenkräfte entsprechend vergrößert wurden. Die regulären Miliztruppen wurden durch eine Abstimmung rekrutiert, und jede Grafschaft musste ihr eigenes Kontingent stellen. Die Milizen traten in den aktiven Dienst ein, wenn sie sich zu festen Einheiten zusammenschlossen und zum aktiven Dienst einberufen wurden, wobei sie sogar zu regulären Linienregimentern zusammengefasst werden konnten. Die lokalen Milizen (im Gegensatz zu den regulären Milizen) fungierten als Reservekräfte mit verstreuten und unregelmäßig verteilten Einheiten, die in Zeiten des nationalen Notstands einberufen werden konnten. Bei den Freiwilligeneinheiten handelte es sich um privat aufgestellte Einheiten, die in der Regel von einem wohlhabenden Gönner oder einer Organisation unterstützt wurden. Sie wuchsen zu einer umfangreichen Truppe heran - 1806 umfasste sie fast 329.000 Personen. Im Zuge der Kriege gegen Napoleon wurden die britischen Streitkräfte durch nachfolgende Parlamentsgesetze erweitert, häufig durch die Aufstellung zusätzlicher Bataillone für bestehende Regimenter, so dass die effektive Stärke der Infanterie zwischen 1793 und 1801 um das Dreifache anstieg. 1803 betrug die Stärke der gesamten britischen Infanterie 126.677 Mann. Auch wenn die Namen der Obersten bis 1803 im offiziellen Sprachgebrauch noch Vorrang hatten, wurden ab 1792 alle nummerierten Infanterieregimenter nach Grafschaften benannt. Jedes Regiment, das von einem Colonel befehligt wurde, konnte zwei oder mehr Bataillone haben. Da aber nur in den seltensten Fällen zwei Bataillone desselben Regiments gemeinsam eingesetzt wurden, war die wichtigste taktische Formation das Bataillon. Es wurde von einem Lieutenant-Colonel befehligt und bestand aus zehn Kompanien, die jeweils einem Captain unterstellt waren.

### Kavallerie
Zu Beginn des Krieges bestand die Kavallerie aus 27 Regimentern die in zehn Trupps, englisch Troops (nicht zu verwechseln mit dem deutschen Begriff) organisiert waren, von denen jeder offiziell 63 Mann umfasste. Die Trupps wurden mit Buchstaben (A, B, C usw.) und die Eskadronen mit Nummern versehen. Da die Kavallerieregimenter nicht über ein zweites Bataillon verfügten, wurden zwei dieser Trupps, als Regimentsdepot bezeichnet, zu Rekrutierungs- und Ausbildungszwecken dauerhaft in der Heimat belassen. Die kämpfenden Einheiten wurden zu Eskadronen zusammengefasst - in der Regel die kleinste taktische Einheit, die unabhängig operieren konnte. Schwere und mittelschwere Kavallerieregimenter wie Dragoner oder Kürassiere bestanden aus vier Eskadronen, bevor die Zahl bis 1811 auf drei reduziert wurde. Die leichte Kavallerie (Hussaren), behielt nicht nur ihre vier Eskadronen bei, sondern wurde im September 1813 sogar um eine fünfte erweitert.

### Artillerie

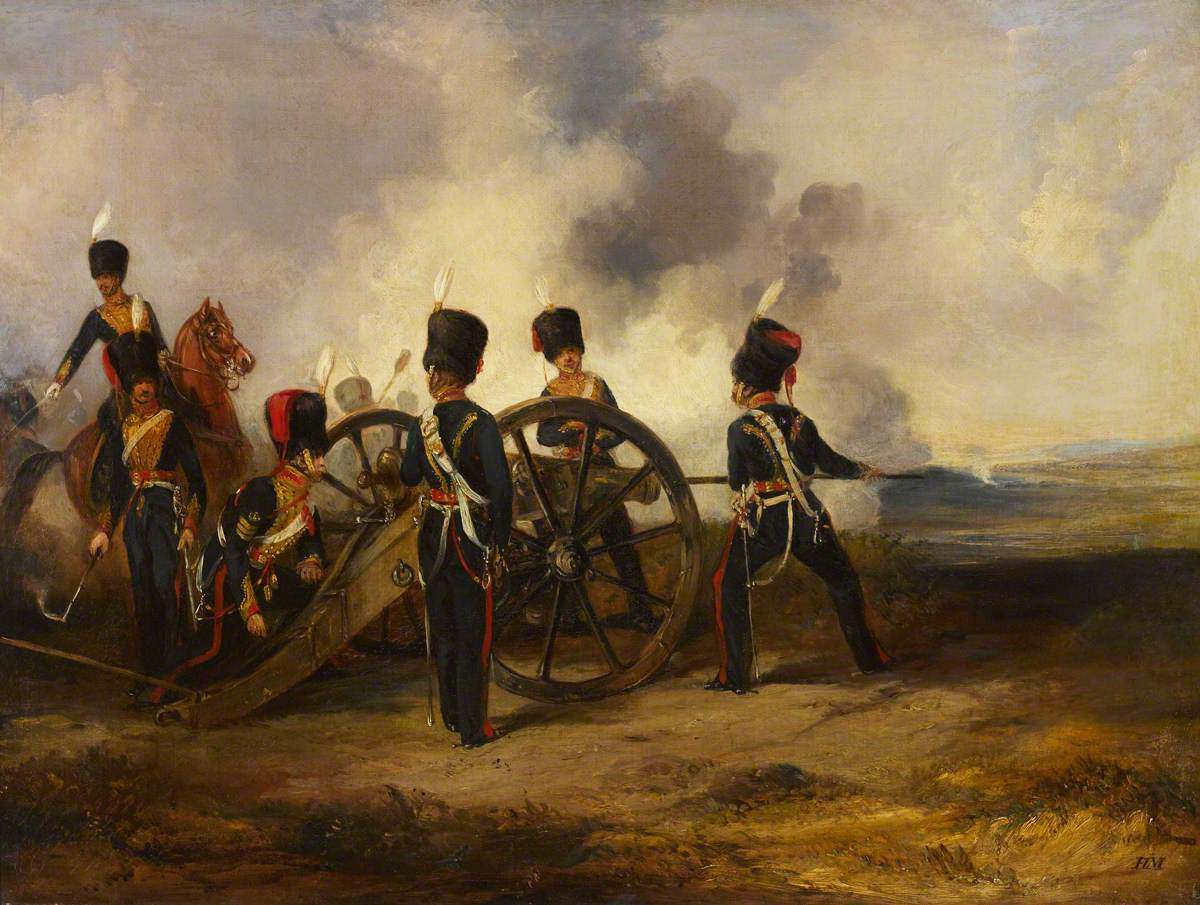
Geschützmannschaft der Royal Horse Artillery beim Laden.

Die Artillerie war in Bataillonsartillerie, berittene Artillerie und Parkartillerie unterteilt. Die Bataillonsartillerie bestand meist aus 3 Pfündern oder leichten 6 Pfündern und war normalerweise einem Infanteriebataillon unterstellt. Die berittene Artillerie wurde 1793 gegründet, um eine Art mobile Artillerieeinheit zu schaffen, die der Kavallerie folgen sollte, um ihr mehr Feuerkraft zu verleihen oder sich schnell dorthin zu bewegen, wo mehr Feuerkraft benötigt wurde. Parkartillerie war die Bezeichnung für die schwereren Geschütze wie die 12 Pfünder. Diese Geschütze weniger mobil und wurden dazu verwendet, bestimmte vorteilhafte Positionen einzunehmen, von denen aus ihre größere Durchschlagskraft zum Tragen kommen konnte.

Ab 1800 gehörte die Verteilung von Geschützpaaren auf Infanterieregimenter der Vergangenheit an; die Artillerie war weitaus stärker zentralisiert worden. Normalerweise war die Fußartillerie in Brigaden mit sechs bis 12 Geschützen unterteilt; der Begriff Batterie, der heute mit einer Artillerieeinheit dieser Größe in Verbindung gebracht wird, ist eine spätere Erfindung. Die Einheit konnte weiter in Untereinheiten, so genannte Divisionen, unterteilt werden, die aus zwei Geschützen bestanden. Eine einzelne Mannschaft mit Geschütz und Lafette wurde als Unterdivision bezeichnet. Bei der Royal Horse Artillery war die taktische Einheit, die der Brigade entsprach, der Trupp mit sechs Geschützen. Die Stärke der Brigade und der Truppe schwankte je nach Feldzug und war oft geringer als die offizielle Stärke.

### Logistik
Die Logistik der Armee war auf mehrere Abteilungen innerhalb des britischen Kriegsministeriums verteilt. Für die Versorgung mit Munition war der Master General of the Ordnance als Leiter des Board of Ordnance zuständig. Die Versorgung mit Proviant und Futter für die Tiere lag beim Commissary General of Provisions und die Bezahlung der Truppen beim Paymaster of the Forces.

## Rekrutierung und Ausbildung
Die Rekrutierungsmethoden und die soziale Zusammensetzung der britischen Armee blieben im Grunde seit dem Beginn des 18. Jahrhunderts unverändert und die Armee somit in hohem Maße nach Klassen aufgeteilt. Das Geldmonopol und soziale Beziehungen garantierten, dass die oberen Ränge in den Händen der herrschenden Klassen blieben.

### Mannschaften
Die einfachen Soldaten rekrutierten sich aus den untersten, am meisten von der Gesellschaft geächteten Schichten. Viele traten in der Hoffnung ein, der extremen Armut zu entkommen. Aber auch eine Vielzahl anderer Faktoren beeinflusste die Entscheidung, sich zu melden. Rastlosigkeit und der Wunsch, die Welt zu sehen oder der Heimat zu entfliehen, spielten eine Rolle. Auch die Verlockung des Rekrutierungsgelds konnte junge Männer dazu veranlassen, sich zu melden. Andere wollten der elterlichen Autorität oder der Schande ein uneheliches Kind gezeugt zu haben entkommen. Der Staat kam diesen Rekruten in der Regel entgegen, da Minderjährige, rechtlich nicht daran gehindert werden konnten sich freiwillig zu melden. Für Schuldner gab es einen zusätzlichen Anreiz, sich zu verpflichten. Mit dem Eintritt in die Armee konnten sie ihren Gläubigern entgehen sofern die Schulden nicht höher als 30 Pfund waren.

Vor 1788 verfügte die britische Infanterie über kein einheitliches Drillsystem, so dass jeder befehlshabende Offizier sein Regiment nach seiner eigenen Methode manövrierte. Als 1793 der Krieg ausbrach, war die britische Armee laut dem Historiker Henry Bunbury in ihrer Disziplin lax, völlig ohne System und zahlenmäßig sehr schwach. Dieser Mangel blieb weitgehend bestehen, bis Lieutenant-General John Moore 1803 damit begann, im Shorncliffe Army Camp sein entwickeltes System von Drill und Manövern zu lehren. Die Grundlagen des in Shorncliffe gelehrten Drills waren die Rules and Regulations for the Movements of His Majesty's Infantry von General David Dundas und die Regulations for the Exercise of Riflemen von Francis de Rottenburg. Ersteres wurde in vereinfachter Form als A System of Drill and Manceuvres herausgegeben, das zweite zu Instructions for Light Infantry and Riflemen erweitert. Das Exerzieren war ein sehr wichtiger Teil der Ausbildung in Shorncliffe, und vom Rekruten bis zum ausgebildeten Soldaten wurde ein methodisch fortschreitender Lehrgang absolviert. Die Rekruten wurden zunächst einzeln, dann in Trupps und schließlich als ausgebildete Soldaten in Kompanien und Bataillonen geschult.
Das gesamte System bestand aus drei Phasen mit jeweils drei Unterweisungen, die sich auf die Fertigkeiten im Umgang mit der Waffe stützten. Zunächst wurde der Rekrut im korrekten Umgang mit seiner Waffe geschult. Anschließend folgte das Schießtraining und zuletzt die Aufstellung in die richtige Schussposition. Nachdem die drei vorherigen Lektionen erfolgreich absolviert worden waren, wurden im Anschluss die nächsten drei Lektionen durchgeführt. Diese umfassten das Schießen in offener Formation, das Schießen im Vorrücken sowie das Schießen im Rückzug. Die letzten drei Lektionen beinhalteten die taktische Anwendung der ersten sechs Lektionen. Das Exerzieren als Squad (Trupp) umfasste fünf Lektionen, die verschiedene Aufstellungen umfassten. Als Nächstes folgte das Marschieren bei normalen und schnellem Tempo, ebenso wie das Drehen und das Vorrücken oder Zurückziehen von der rechten oder linken Seite einer Linie. Die vierte Lektion bestand aus: Der Bildung von Dreiergruppen im Stand oder während des Marschierens und einigen ziemlich komplexen Schwenkbewegungen.

Der Drill des Bataillons bestand aus verschiedenen Bewegungen, die auf den drei grundlegenden Formationen Linie, Kolonne und Karree beruhten: In geschlossener Formation waren die Glieder 1,5 m voneinander entfernt, in offener Formation drei. Stoppte das Bataillon, um zu feuern, oder eine Abteilung, um nach vorne zu schwenken, rückte die hintere Reihe bis auf 30 cm an die vordere Reihe heran. Wenn das Bataillon in einer Linie marschierte, befand sich ein mögliches überzähliges Glied 4,5 m vom hintersten Glied entfernt. In offener Kolonne war es bis auf 1,5 m an das hinterste Glied herangerückt; in geschlossener Kolonne befanden sich die überzähligen Glieder auf der Flanke, die nicht der Drehpunkt war.

### Offiziere
Die weit verbreitete Ansicht, dass die Offiziere der Armee Aristokraten waren, die sich ihr Amt erkauft hatten, ist falsch. Während die meisten aus der Gentry und der Mittelschicht stammten, gab es nur wenige aus dem Hochadel. 1809 waren nur 140 Offiziere Peers oder deren Söhne. Abgesehen von den Veteranenbataillonen (deren Offiziere fast alle ehemalige Unteroffiziere waren) wurden mehr als 5 % der Offiziere aus den eigenen Reihen ernannt, meist in Anerkennung ihrer Tapferkeit. Die Offiziere waren gebildet, aber nur wenige hatten einen Universitätsabschluss und weniger als 4 % hatten eines der Royal Military Colleges besucht. Wenn britische Offiziere keine formale Ausbildung an einer Offiziersschule begannen sie ihre Karriere als Ensigns (Fähnriche) oder Lieutenants in einem Regiment und machten ihre ersten militärischen Erfahrungen direkt im Feld oder in Garnisonen. Offiziere wurden in die Routine des Regiments eingeführt, die Aufgaben wie das Exerzieren der Truppen, das Führen von Patrouillen, das Beaufsichtigen von Wachposten und die Kontrolle über die Disziplin und Versorgung der Soldaten umfasste. Der praktische Umgang mit Truppen unter Feuer und die Erfahrung in tatsächlichen Kampfbedingungen waren für viele die wichtigste Form der Ausbildung.

## Lebensbedingungen
Die britischen Kasernen boten nur rudimentäre Wohnmöglichkeiten, die kaum besser waren als Gefängnisse. Zwanzig Männer wurden in einem Raum untergebracht, der etwa 2,1 m hoch, 9,1 m lang und 6 m breit war und in dem eine übelriechende Atmosphäre herrschte (die Pissoirs bestanden aus nichts weiter als Holzeimern). Durch die Abtrennung eines Teils der Kaserne mit Hilfe von Decken wurden Quartiere für Ehepaare geschaffen. Auf Feldzügen lebten die Soldaten häufig in improvisierten Unterkünften, die aus Ästen, Laub und Stroh gebaut waren - bis zu Beginn der 1810er Jahre gab es in der Armee keine flächendeckende Ausgabe von Zelten. Wenn kein Material zu finden war, rollten sich die Soldaten einfach in ihren Mänteln und Decken auf dem Boden zusammen. Soldaten, die selbst unter diesen harten Bedingungen gegen die militärischen Regeln verstießen, konnten mit einem harten Strafsystem belegt werden. In der Regel konnte nur ein allgemeines Kriegsgericht die Todesstrafe verhängen. Andere Strafen konnten Auspeitschungen (bis zu einem theoretischen Maximum von 1.200 Peitschenhieben) oder die Versetzung in ein Strafbataillon sein.

### Nahrungsversorgung
Bei der Nahrungsversorgung waren die Soldaten meist auf sich selbst angewiesen. Es gab keine Köche, jeder Mann bereitete abwechselnd die täglichen Mahlzeiten, das Frühstück und das Mittagessen zu. Alles, was über die ausgegebene Ration hinausging, musste von dem Schilling pro Tag gekauft werden, den jeder Soldat erhielt. Die tägliche Ration bestand aus ½ Pfund Brot und 1 Pfund Rindfleisch (einschließlich Knochen) sowie einem Quart (1,1365 Liter) Bier. Das Rindfleisch wurde immer gekocht, was einen halben Liter Brühe pro Tag ergab. Während des spanischen Unabhängigkeitskrieges betrug die Ration 1 Pfund Kekse oder ½ Pfund Brot, 1 Pfund Rind- oder Hammelfleisch und ein Pint (0,568 Liter) Wein oder 1/3 Pint Rum. Manchmal wurden die Soldaten auf halbe Rationen gesetzt, oder erhielten eine ganze Woche lang täglich nur ein Pfund schlechtes Rindfleisch. Wenn kein Brot zu bekommen war, bekamen die Männer einen halben Liter ungemahlenen Weizen oder eine Garbe Weizen vom Feld, oder zwei Pfund Kartoffeln. Einige Regimenter bemühten sich, ihren Männern eine ausgewogenere Ernährung zukommen zu lassen, wie z. B. die wöchentliche Verpflegung für sechs Mann: 42 Pfund Brot, 28 Pfund Fleisch, 7 Quarts Spirituosen, 6 Quarts Haferflocken, 4 Quarts Erbsen.

### Bezahlung
In den 1790er Jahren lag der Sold eines Soldaten bei 1 Shilling pro Tag. Davon musste er 1½ Pence pro Tag für Brot und Fleisch bezahlen. Insgesamt wurden 5 Shilling und 6 Pence pro Woche für Verpflegung und Ausrüstung einbehalten. Nach Abzug aller Kosten blieben ihm etwas mehr als 18 Shilling netto pro Jahr. Der Tageslohn für Offiziere reichte von 4 Schilling 8 Pence für einen Kornett/Fähnrich bis zu 32 Schilling 10 Pence für einen Oberst. Um einen zusätzlichen Anreiz für den Eintritt in die Armee zu schaffen, erhielten Rekruten ein Handgeld von 7 Pfund 12 Shilling und 6 Pence. 1812 wurde diese Prämie auf 23 Pfund 17 Shilling und 6 Pence erhöht.

### Beförderung
Mit Ausnahme der Royal Artillery und den Royal Engineers, die in der Regel aufgrund ihres Dienstalters befördert wurden, nutzten die Infanterieregimenter, die Kavallerieregimenter, die Foot Guards und die Horse Guards alle das Kaufsystem für Offizierspatente und Beförderungen. Da jedoch jeder Rang innerhalb eines Regiments teurer war als der vorherige, konnten sich die Offiziere nicht einfach in die höchsten Ränge einkaufen, sondern mussten in der Regel eine Zeit lang in niedrigeren Rängen dienen und sich schrittweise hochkaufen. Offiziere, die aus dem Dienst ausschieden, verkauften ihre Patente an ihre Nachfolger, was ihnen die Möglichkeit gab, sich zur Ruhe zu setzen. Sobald ein Offizier einen Rang innerhalb eines Regiments erreicht hatte, behielt er ihn für den Rest seines Lebens, es sei denn, er wurde unehrenhaft entlassen. Die Beförderung zum Generalmajor und höher erfolgte ausschließlich aufgrund des Dienstalters, und der Oberbefehlshaber wurde durch einen „letter of service“ ernannt. Nach 1809 wurde das Kaufsystem so geregelt, dass eine schnelle Beförderung für reiche, aber unfähige Offiziere nicht mehr möglich war Obwohl die Beförderung durch Verdienst angesichts der Beachtung des „Dienstalters“ schwierig war, funktionierte das System im Allgemeinen gut, wobei schwere Unzulänglichkeiten auf höchster Ebene behoben werden konnten. Etwa 4 % der Offiziere erhielten ihr Patent nachdem sie als „Freiwillige“ gedient hatten, d. h. als Gentlemen, denen der Bataillonskommandeur erlaubte, die Einheit auf dem Feldzug zu begleiten, bis eine freie Fähnrichsstelle entstand in die sie ernannt wurden.

### Medizinische Versorgung
Zu Beginn des 19. Jahrhunderts verfügte der Sanitätsdienst der Armee über einen Generaldirektor mit Sitz im Army Medical Board in London sowie über Inspektoren und stellvertretende Inspektoren an den jeweiligen Kriegsschauplätzen, denen Stabsärzte, Regimentswundärzte und Assistent in absteigender Rangfolge unterstellt waren. Zusätzlich zum Wundarzt des Regiments gab es einen hospital mate und im Lazarett mehrere Stabsärzte. Es gab jedoch kein organisiertes Sanitätskorps, jeder Sanitätsoffizier trug die Uniform seines jeweiligen Regiments. Oft mangelte es an kompetenten Sanitätsoffizieren. Im Jahr 1799 kritisierte der Sanitätsoffizier der West Middlesex Militia, Dr. Hugh Moises, die Ausbildung von Assistenzärzten mit der Bemerkung, dass ein Schneider, ein Schuster oder ein Zimmermann erst eine Lehre absolvieren musste, bevor sie ein Geschäft eröffnen konnten, während für die Ernennung eines Mannes zum Assistenzarzt nur eine flüchtige Bekanntschaft mit medizinischen Fragen erforderlich war, die durch familiäre Beziehungen oder Gönnerschaft zustande kam.

Die Behandlung von Verletzten war nur ein kleiner Teil der Aufgaben der Sanitätsoffiziere. Der weitaus größte Teil bestand aus der Versorgung von Kranken. Zu den verheerendsten Krankheiten gehörten Tropenkrankheiten, die eine hohe Sterblichkeitsrate verursachten. Die Behandlungen für solche Leiden waren mitunter ungewöhnlich: So wurde als Heilmittel für Typhus ein Aufguss aus Weinraute, Salbei, Minze, Rosmarin und Wermut in starkem Essig empfohlen dem in Weinbrand aufgelöster Kampfer zugesetzt wurde. Mit dieser Mischung wurden Gesicht und Lenden eingerieben. Andere versuchten sich vom Gelbfieber zu kurieren, indem sie einen Sud aus kochendem Madeira-Natternkopf tranken. Die medizinische Versorgung während einer Schlacht war in der Regel primitiv und völlig unhygienisch. Abhängig vom Zeitpunkt an dem ein Verwundeter eingeliefert wurde, konnte es bis zu zwanzig Minuten dauern, bis ein Bein oder Arm amputiert war. Hatte der Wundarzt bereits sehr viele Amputationen durchgeführt waren seine Instrumente wie die Knochensäge meist schon stumpf. Wurde der Soldat schon sehr früh im Gefecht verwundet, waren die Instrumente noch scharf, so dass ein geschickter Wundarzt eine Amputation in wenigen Minuten durchführen konnte.

## Ausrüstung

### Infanterie
In Bezug auf Waffen und Ausrüstung gab es zwar Unterschiede zwischen den einzelnen Einheiten, aber die britische Infanterie näherte sich einem standardisierten System an. Als Standardwaffe wurde die "Brown Bess"-Steinschlossmuskete ausgegeben. Während der Koalitionskriege waren das "Short Land Pattern", das "East India Land Pattern" und das "New Land Pattern" vorherrschend. Weitere Waffen waren Piken, Säbel und Pistolen. Die Hellebarden der Unteroffiziere wurden im Februar 1792 außer Dienst gestellt und bis 1830 durch eine 2,7 m lange Pike mit Eschengriff ersetzt, die an die Unteroffiziere der Bataillonskompanien, Grenadierkompanien und Füsiliere ausgegeben wurde. Die Säbel wurden von den Offizieren getragen. Der Infanteriesäbel von 1796 hatte einen Schutzbogen aus Messing, einen vergoldeten Kugelknauf und vergoldete Seitenschalen sowie einen Korb aus gedrehtem Draht um das Heft. Die gerade Klinge hatte eine Länge von 81 cm. 1803 wurde ein neuer Säbel herausgegeben, der einen Löwenkopfknauf und einen Schutzbogen mit der königlichen Ziffernfolge aufwies. Die Klinge war nun nicht mehr gerade, sondern scharf gebogen.

### Kavallerie

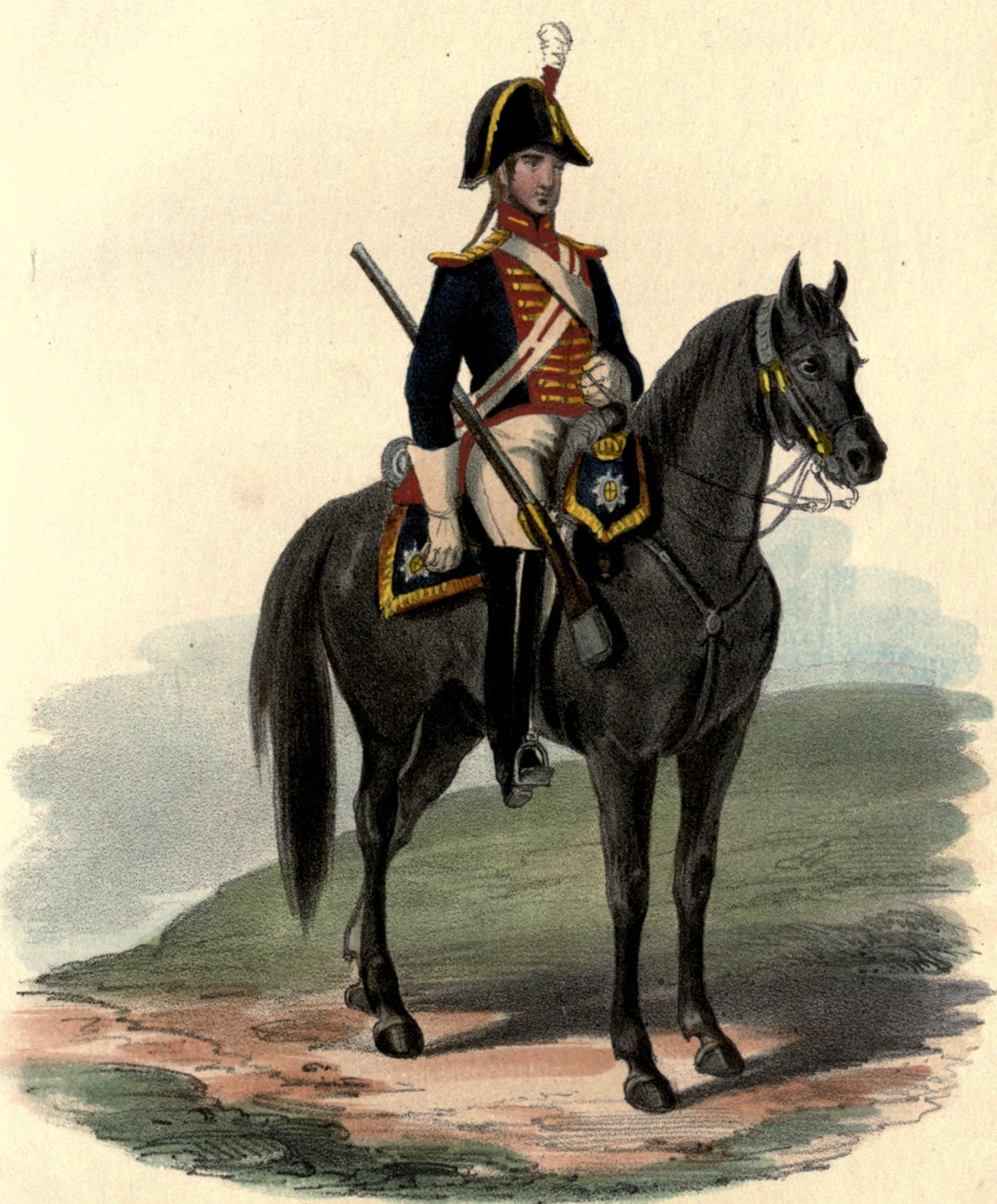
Uniform der Royal Horse Guards 1806

Die Kavallerie war im Gegensatz zur Infanterie mit Karabinern ausgestattet. Der am weitesten verbreitete britische Karabiner war der von General Henry Paget entworfene Paget". Er zeichnete sich durch seinen ungenauen, kleinen 40-cm-Lauf, ein Schloss mit einer wasserdichten, erhöhten Pfanne und einem Bolzenschloss (einer Sicherheitsverriegelung, die offenbar bereits 1806 hergestellt wurde) sowie einen Ladestock aus, der auf einem Drehgelenk montiert war, um ihn dauerhaft am Schaft zu befestigen und ein versehentliches Verlieren beim Laden zu Pferd zu verhindern. Eine weitere Modifikation war ein klappbarer Kolben, der die Waffe noch handlicher machte. Andere Modelle, die ebenfalls nach Generälen benannt wurden, waren die Elliott- und Harcourt-Karabiner. Ersterer wurde 1773 genehmigt, aber während der gesamten Napoleonischen Kriege produziert; sein 71-cm-Lauf hatte einen Ladestock mit gewölbtem Ende, der in einer Kerbe am Schaft befestigt war.

Obwohl sie fast nie im Kampf eingesetzt wurden, gaben die Briten eine unübersichtliche Vielfalt an Pistolen mit Lauflängen von 22-cm bis zur 30-cm heraus. Die Hauptwaffe der Kavallerie war der Säbel. Die Säbel der Kavallerie wurden in zwei verschiedene Typen unterteilt, je nachdem, wie sie eingesetzt wurden. Die für den Hieb - den ausholenden Angriff mit der Klinge - bestimmten Säbel waren in der Regel gebogen und geschärft oder gerade und mit breiter Klinge und stumpfer Spitze. Säbel für den Stich - bei dem der Säbel mit dem gestreckten Arm wie ein ausgestreckter Finger nach vorne gestoßen wird - hatten eine schmale Klinge mit geschärfter Spitze und oft stumpfer Schneide. Einige Säbel kombinierten die Eigenschaften beider Typen.

### Artillerie
Die Artillerie der britischen Armee war von reger Konstruktions- und Fertigungstätigkeit geprägt. Viele der im US-amerikanischen Unabhängigkeitskrieg eingesetzten Artillerieoffiziere waren im späten 18. Jahrhundert für die Konstruktion und Entwicklung der Artillerie verantwortlich. Namen wie William Congreve der Ältere, Thomas Blomefield und Thomas Desaguliers wurden zum Synonym für die Entwicklung der Artillerie. Die Verantwortung für die Lieferung und Herstellung der Kanonen lag in den Händen des Board of Ordnance. Es setzte sich aus sechs Mitgliedern zusammen, an deren Spitze der Master-General of the Ordnance stand. Die wichtigsten Waffen waren 3, 6 und 9 Pfünder Vorderlader. Schwerere Geschütze wie 12 Pfünder wurden auf dem Schlachtfeld nur selten eingesetzt. Zusätzliche Haubitzen, in der Regel 5 ½ Zoll, wurden ebenfalls regelmäßig eingesetzt.

Die überwiegende Mehrheit der britischen Feldgeschütze wurde aus Bronze gefertigt. Aufgrund der höheren Dichte von Bronze im Vergleich zu Eisen war es von Vorteil, Bronze zu verwenden, um die Manövrierfähigkeit zu optimieren. Des Weiteren wies sie eine hohe Resistenz gegenüber Schockbelastungen auf, widerstand der Wucht des Geschosses im Lauf und behielt ihre Form auch nach Abschluss des Vorgangs. Dies bedeutete jedoch nicht, dass Bronze nicht beschädigt werden konnte. Im Gegensatz zu Eisengeschützen explodierte ein Bronzegeschütz aber nicht in einem tödlichen Splitterregen, sondern zerbarst in der Regel auf kontrollierbare Weise.

### Uniformen

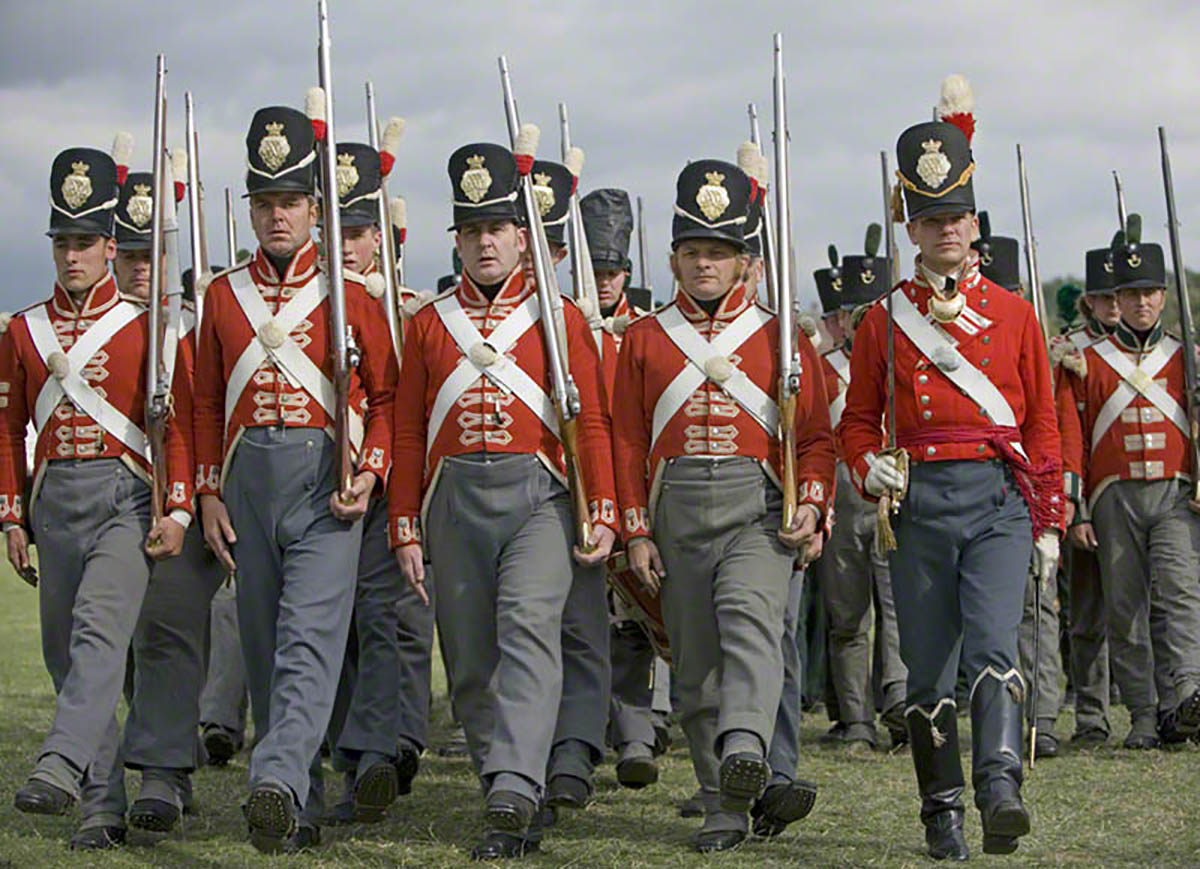
Reenactment des 33. Infanterieregiments zwischen 1812 und 1816.

Bis 1800 trug die gesamte britische Armee mit Ausnahme der Light Dragoons, der Horse Artillery und der Grenadiere Hüte. Zu dieser Zeit übernahm die Infanterie einen schwarzen Ledertschako nach österreichischem Vorbild. Die Grenadierkompanien trugen eine weiße, die leichten Infanteriekompanien eine grüne und die Bataillonskompanien eine rot-weiße Feder. Die Generalstabsoffiziere, trugen eng anliegende scharlachrote Uniformen mit einem schmalen Umschlag an den Röcken. Sie waren bis zur Taille aufgeknöpft und konnten über Kreuz geknöpft werden. Um die Taille wurde eine karmesinrote Schärpe getragen, die bei der Infanterie links und bei den anderen Offizieren rechts gebunden wurde. Kragen, Revers, Aufschläge und Knopflöcher waren mit Gold bestickt. Auch die Epauletten waren mit Gold verziert, ebenso die Quasten am Hut und an den kurzen Stiefeln der leichten Kavallerie. Die Household Cavalry - die Life Guards in Rot und die Royal Horse Guards, in Blau gekleidet, trugen seid ihrer Einführung 1793 den Raupenhelm. Die Schützeneinheiten trugen grüne Waffenröcke und entweder grüne oder graue Hosen; ebenso das erste und zweite Bataillon der leichten Infanterie der King's German Legion.